# Не е истина
Не е истина е дебютният студиен албум на дует Мания.

## Не е истина
Албумът е издаден на 19 октомври 1999 година от Полисаунд. „Не е истина“ достига значителни продажби за България, над 50 000 копия. Съдържа песните „Светът е за двама“, „Песента на щурците“, "Не е истина, „Не искам, не мога“, които дълго време не слизат от радио класациите. Всяка от песните в албума става част от серия хит-компилации издавани от Полисаунд, „Клубна атака“. „Не искам, не мога“ става златен хит на БГ радио и е включена в компилацията „Любими песни за любими хора“.
Aлбумът „Не е истина“ е записан в студио „Хит мюзик“. Реализиран е един видеоклип към него, на песента „Светът е за двама“. Музиката и аранжиментите са дело на Стамен Янев и Виктор Стоянов, а текстовете на Александър Петров, Александър Точев и Александър Керелезов. Промоцията на албума е осъществена в клуб „Империал“ на 25 октомври 1999. Дизайна на албума и фотографиите са направени от Десислав Червенков.
Стилът на албума се определя като поп-денс.

## Визитка
- Албум – Не е истина
- Артисти – дует Мания
- Издаден – 19/10/1999
- Записан – студио Хит Мюзик
- Дължина – 38:01
- Музикална компания – Poly Sound Inc.
- Продуцент – Вальо Марков

## Сингли
- Светът е за двама – февруари 1999
- Песента на щурците – март 1999
- Не е истина – април 1999

## Музикален екип
- Стамен Янев – Композитор, Музикален и вокален аранжимент, Смесване, Звукозапис
- Вальо Марков – Продуцент, Композитор
- Виктор Стоянов – Композитор, Музикален и вокален аранжимент, Смесване, Звукозапис
- Васил Новаков – Композитор, Звукозапис, Смесване, Текстописец
- Мария Нейкова – Композитор
- Мария Ганева – Композитор
- Димитър Керелезов – Текстописец
- Димитър Точев – Текстописец
- Александър Петров – Текстописец
- Фотограф – Десислав Червенков